# Frances Brooke
Frances Moore Brooke, född 12 januari 1724 i Claypole, Lincolnshire, död 23 januari 1789, var en engelsk romanförfattare, essäist, dramatiker och översättare.
I slutet av 1740-talet flyttade Brooke till London, där hon inledde sin karriär som poet och dramatiker. Under pseudonymen "Mary Singleton, ungmö" redigerade hon också trettiosju utgåvor av sin egen veckovis återkommande publikation "Old Maid" (1755-1756). 1756 gifte hon sig med John Brooke, rektor på Colney i Norfolk. Året därpå lämnade John Brooke England och flyttade till Kanada som militär kaplan. Frances stannade i England, och 1763 skrev hon sin första roman, The History of Lady Julia Mandeville. Samma år seglade Frances till Québec för att ansluta till sin make, som då var kaplan i den brittiska garnisonen där. Under hösten 1768 återvände hon till London, där hon fortsatte sin karriär.
Brooke var välkänd i Londons litterära och teatrala samhälle. År 1769 publicerade hon "The History of Emily Montague". Detta var den första romanen skriven i Kanada. Denna korta stint i Nordamerika ledde till att vissa kritiker kallade henne "den första romanförfattaren i Nordamerika". Bevis på Brookes vishet och erfarenhet av livet och dess förändringar framgår i hennes författarskap. Hon dog 1789 i Sleaford, England.
1985 fick Frances Moore Brooke en krater uppkallad efter sig på ytan av planeten Venus. Internationella astronomiska unionen och Arbetsgruppen för planetsystematisk nomenklatur (The International Astronomical Union and Working Group for Planetary System Nomenclature) antog officiellt en krater som nu är tillägnad den engelsk-kanadensiska romanförfattaren. Kratern Brooke ligger på 48,4 grader nordlig latitud, och 296,6 grader västlig longitud. Kratern har en diameter på cirka 22,9 kilometer.

## Böcker, i urval
- The History of Lady Julia Mandeville - 1763
- The History of Emily Montague - 1769
- The Excursion - 1777
- The Siege of Sinopoe - 1781
- Rosina: A Comic Opera, in Two Acts - 1783
- Marian: A Comic Opera, in Two Acts - 1788
- The History of Charles Mandeville - 1790